# NGC 67
NGC 67 est une galaxie lenticulaire située la constellation d'Andromède. NGC 67 a été découverte par l'astronome américain R. J. Mitchell en 1855.

## Caractéristiques
Sa vitesse par rapport au fond diffus cosmologique est de 5 888 ± 32 km/s, ce qui correspond à une distance de Hubble de 86,8 ± 6,1 Mpc (∼283 millions d'al).
Plusieurs confondent NGC 67 (PGC 138159) avec la galaxie PGC 1185 qu'on désigne parfois comme NGC 67A. NGC 67 est la galaxie au sud de NGC 67A.
En raison d'une brillance de surface égale à 11,15  mag/am2, on peut qualifier NGC 67 de galaxie présentant une brillance de surface élevée.

## Groupe de NGC 68
NGC 67 est un membre du groupe galactique de NGC 68. Plusieurs membres de ce groupe (NGC 67, 67A, 68, 69,70, 71 et 72)  portent la cote ARP 113 dans l'atlas Arp.
Le groupe de NGC 68 contient au moins une quarantaine de galaxies, dont NGC 68, NGC 69, NGC 70, NGC 71, NGC 72 et NGC 74.